# Hippodameia (Tochter des Danaos)
Hippodameia (altgriechisch Ίπποδάμεια Hippodámeia) ist in der griechischen Mythologie laut der Bibliotheke des Apollodor der Name von zwei Töchtern des Danaos, des Zwillingsbruders von Aigyptos. Ihre Mütter waren demnach die Hamadryaden Atlanteie und Phoibe.
Für die Massenhochzeit der 50 Töchter des Danaos mit den 50 Söhnen des Aigyptos, bei der das Los über die Paarbildungen entschied, wurden ihnen Istros und Diokorystes, Söhne einer arabischen Mutter, als Gemahle zugewiesen. Wie alle ihre Schwestern mit Ausnahme der Hypermestra töteten sie ihre Ehemänner in der Hochzeitsnacht.
Bereits Christian Gottlob Heyne hielt die doppelte Nennung des Namens in seiner kritischen Ausgabe der Bibliotheke des Apollodor für verdächtig und schlug die Korrektur der zweiten Nennung zu Kleodameia oder Philodameia vor, da eine Philodameia bei Pausanias als Tochter des Danaos erwähnt wird. Richard Wagner in seiner bis heute gültigen Ausgabe des griechischen Textes der Bibliotheke korrigierte dies zu Phylodameia, so die Überlieferung bei Pausanias, und führte zudem Hippothoe als möglichen Namen an, da Hyginus Mythographus in seinem Katalog der Danaiden eine solche nennt. Phylodameia oder Hippothoe ist in dieser Lesung die Gemahlin des Diokorystes.